# Omai
Omai, ou Mai, né à Raiatea en 1751 et mort à Huahine en 1779 est un explorateur polynésien.
Il est connu pour avoir accompagné l'une des expéditions du capitaine James Cook.

## Biographie
Vers l'âge de 11 ans, Omai quitta Raiatea et s'installa à Tahiti avec ses parents. Là, il servit la monarchie tahitienne en qualité de tahu'a[C'est-à-dire ?].
En août 1773, il rejoignit le navire britannique HMS Adventure, sous commandement du capitaine Tobias Furneaux, lorsque celui-ci visita la Polynésie. Le HMS Adventure faisait partie de la seconde expédition du capitaine James Cook dans l'océan Pacifique. Cook avait pour but d'explorer les régions inconnues de cet océan.
Omai accompagna les Britanniques jusqu'à Londres, où il découvrit la société londonienne, avec sir Joseph Banks pour guide. Il fut présenté au roi George III. Il fut le premier Océanien à visiter le Royaume-Uni. Il y vécut de 1774 à 1776, s'intégrant à la haute société britannique, participant régulièrement à des bals, à des dîners de la Royal Society, et visitant l'opéra.
En 1776, il participa au troisième voyage de Cook, qui le ramena à Huahine. Omai lui servit d'interprète avec les peuples polynésiens lors des deux voyages auxquels il prit part.
Lorsque William Bligh visita Tahiti en 1789, il apprit qu'Omai était mort vers 1779
Son séjour à Londres avait suscité la curiosité et l'imagination des Britanniques. En 1785, l'écrivain John O'Keefe mit en scène une pièce de théâtre intitulée Omai – A Voyage ‘round the World (Omai - Un voyage autour du monde). La pièce fut jouée à Covent Garden.

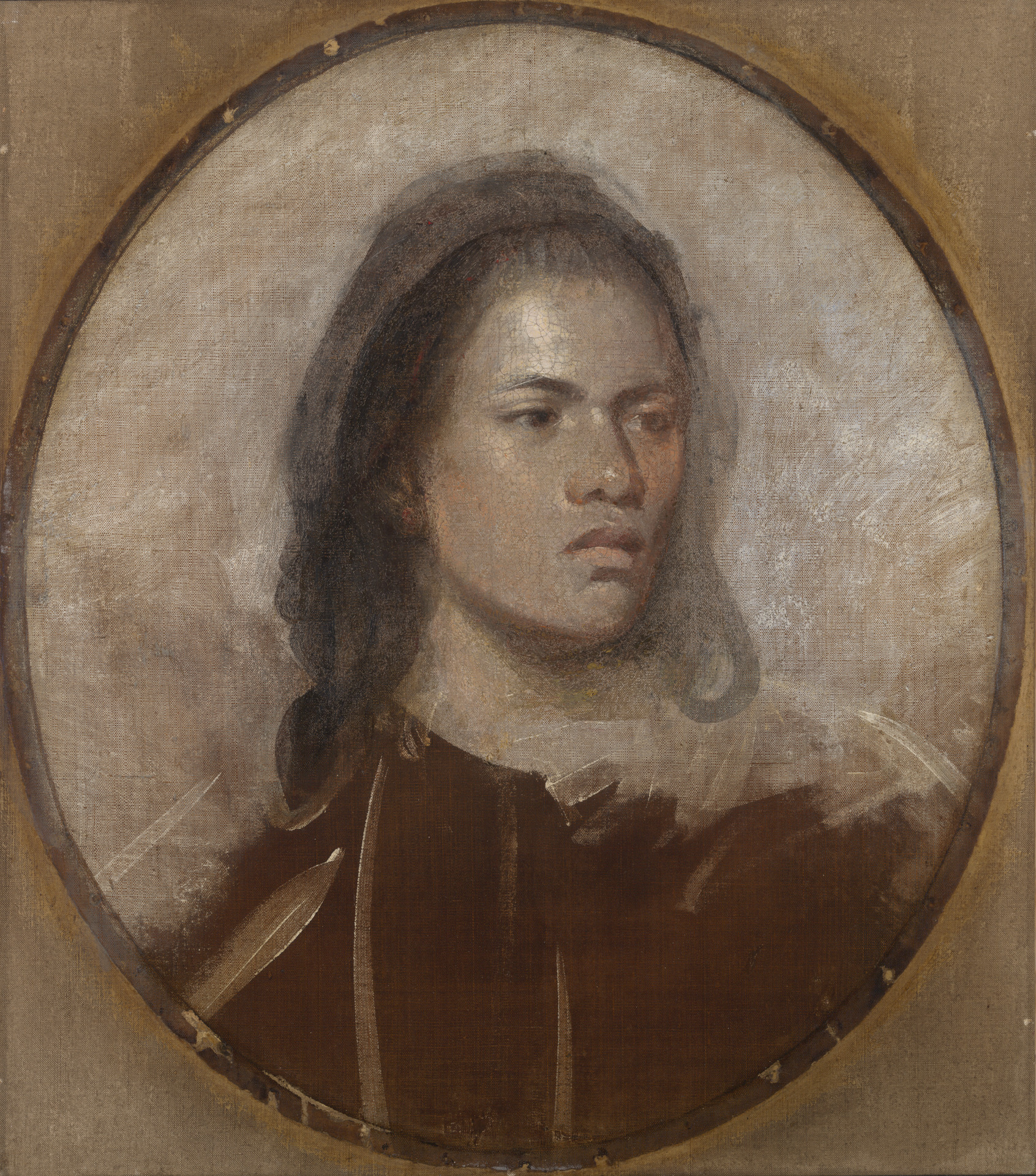
Joshua Reynolds, Omai, vers 1774, New Haven, Yale University Art Gallery.
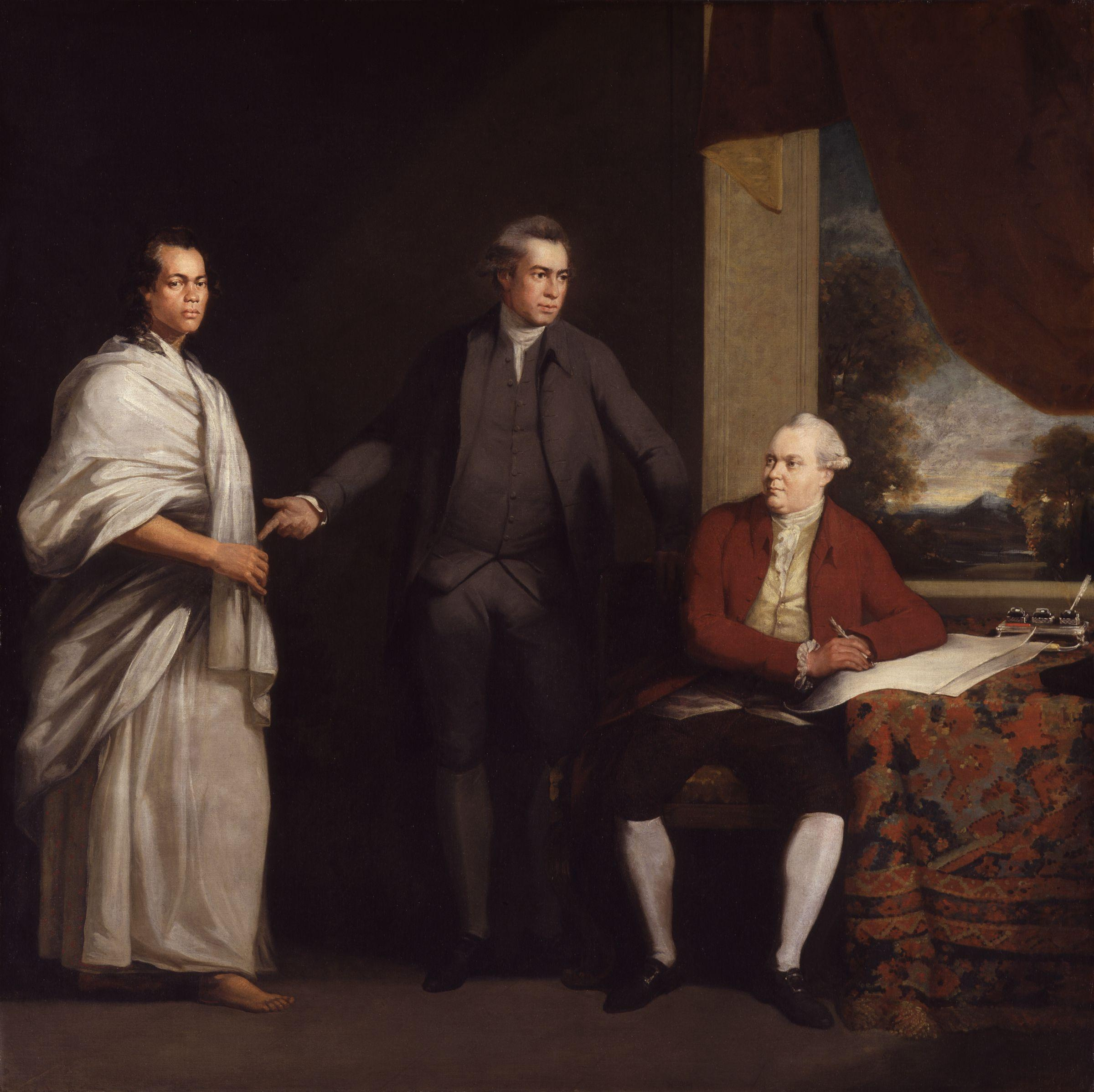
William Parry (en), Omai, sir Joseph Banks et Daniel Solander, vers 1775-1776, Londres, National Portrait Gallery.

## Adaptation
La vie de Ma'i fait l'objet de la deuxième pièce de théâtre créée par Titaua Porcher, Oh my!... Omai!. Titaua Porcher fait revenir Ma'i dans le Pape'ete d'aujourd'hui; se trouvent ainsi questionnés les rapports entre passé et présent, Polynésie et Europe, à travers un regard sans concession mais résolument tourné vers l'avenir. Le talentueux Rehia Tepa incarne le rôle-titre. Titaua Porcher a assuré la mise en scène, Florence Condat la direction d'acteurs, Torea Huiotu la réalisation des costumes et des décors, Poemoana Teriinohorai la chorégraphie. La pièce a été représentée à Tahiti les 3 et 4 février 2023 salle Manu Iti à Paea et les 5 et 6 avril 2023 au Petit Théâtre de la Maison de la Culture - Te Fare Tauhiti Nui à Pape'ete. Elle a de nouveau connu un franc succès au Petit Théâtre de la Maison de la Culture - Te Fare Tauhiti Nui à Pape'ete lors des représentations des 15 et 16 septembre 2023. Elle sera rejouée le 20 octobre 2023 dans le cadre du Salon du Livre au Grand Théâtre de la Maison de la Culture - Te Fare Tauhiti Nui à Pape'ete, conjointement à la publication de la pièce aux éditions Au Vent des îles.